# Schefflera minutiflora
Schefflera minutiflora är en araliaväxtart som beskrevs av Hermann August Theodor Harms. Schefflera minutiflora ingår i släktet Schefflera och familjen araliaväxter. Inga underarter finns listade.